# Tour della nazionale maschile di rugby a 15 dell'Inghilterra 1991
Nel periodo intercorso tra la Coppa del Mondo di rugby 1987 e l'edizione successiva le spedizioni oltremare della nazionale inglese di "rugby a 15" si intensificarono.
Come ultimo tour prima della coppa del mondo 1991 fu in Australia e Figi.
L'Inghilterra effettua un tour preparatorio per il mondiale, andando incontro ad una pesante sconfitta (15-40) con l'Australia.

## Risultati
Sistema di punteggio: meta = 4 punti, Trasformazione=2 punti .Punizione =  3 punti. drop = 3 punti. 
| Sydney 7 luglio 1991 | New South Wales | 21 – 19 | Inghilterra XV | Concord Oval |

| Melbourne 16 luglio 1991 | Victoria Pres. XV | 9 – 26 | Inghilterra XV | Olympic Park |

| Brisbane 14 luglio 1991 | Queensland | 20 – 14 | Inghilterra XV | (Ballymore Stadium) |

| Arbitro: | B. Kinsey |

|        |      |                          |
| Seru   | mt   | Andrew, Probyn Underwood |
| Serevi | tr   | Webb 2                   |
| Serevi | c.p. | Webb 2                   |
| Serevi | drop | Adrewe 2                 |

| Gosford 23 luglio 1991 | Emerging Wallabies | 3 – 36 | Inghilterra XV | Grahame park |

| Arbitro: | K. Lawrence |

|                                 |      |         |
| Campese 2, Ofahengaue 2 Roebuck | mt   | Guscott |
| Lynagh 4                        | tr   | Webb    |
| Lynagh 4                        | c.p. | Webb 3  |